# Papež Adeodat II.
Papež Adeodat II. tudi   Deusdedit II.   je bil rimski papež katoliške Cerkve; * 621 Rim (Lacij, Italija, Bizantinsko cesarstvo); † 17. junij 676 Rim (Lacij, Italija Bizantinsko cesarstvo). 

## Življenjepis
Po treh in pol mesecih sedisvakance so izvolili za papeža Adeodata, ki je pobožno živel v rimskem benediktinskem samostanu svetega Erazma. Kot redovnik je podpiral širjenje meništva in sodeloval pri prizadevanju za omejitev herezije monoteletstva.

## Smrt
Umrl je 17. junija 676 v Rimu (Lacij, Italija, Bizantinsko cesarstvo). Pokopan je v cerkvi sv. Petra v Rimu.